# Insa Fooken
Insa Fooken (* 6. Dezember 1947 in Bremen) ist eine deutsche Sozialwissenschaftlerin und Entwicklungspsychologin. 

## Leben
Fooken wuchs in Kassel auf und machte dort ihr Abitur. Dem folgte ein Highschoolabschluss in Clinton (Illinois), USA. Anschließend absolvierte sie von 1967 bis 1972 ein Diplomstudium der Psychologie an der Rheinischen Friedrich-Wilhelms-Universität Bonn. Darauf folgte bis 1978 eine Therapieausbildung und Tätigkeiten im Bereich psychologischer Erziehungsberatung, beim  Deutschen Entwicklungsdienst (DED) und Lehrtätigkeit in der Kinderkrankenpflege. Von 1977 bis 1980 war Fooken wissenschaftliche Mitarbeiterin bei der Bonner Gerontologische Längsschnittstudie (BOLSA) und wissenschaftliche Assistenten am Psychologischen Institut der Universität Bonn in der Abteilung Entwicklungspsychologie und Pädagogische Psychologie. 1980 wurde sie mit dem Thema „Frauen im Alter“ zum Dr. phil. promoviert. Von 1980 bis 1992 arbeitete Fooken als wissenschaftliche Angestellte an der Universität Bonn und hatte ab 1988 Lehraufträge an der Universität Kassel und der Berner Fachhochschule, Departement Soziale Arbeit.
1992 wurde sie Professorin für Psychologie mit dem Schwerpunkt Entwicklungspsychologie an der Universität Siegen. Seit 2014 ist Fooken Seniorprofessorin am Arbeitsbereich Interdisziplinäre Alterswissenschaft an der Johann Wolfgang Goethe-Universität Frankfurt am Main.
Ihre Forschungsschwerpunkte liegen unter anderem in den Bereichen „Alter(n) und Gender“ und „Familienbeziehungen im Erwachsenenalter“.
Fooken hat zwei Kinder, geboren 1982 und 1987.

## Ehrungen und Auszeichnungen
- 1980: Max-Bürger-Preis der Deutschen Gesellschaft für Gerontologie und Geriatrie für die Arbeit „Frauen im Alter – Eine Analyse intra- und interindividueller Differenzen“
- 1988: Elisabeth-Schwarzhaupt-Preis (vergeben durch die Deutsche Gesellschaft für Gerontologie und Geriatrie) für die Arbeit „Überlebensfähigkeit – Möglichkeiten und Formen weiblicher Entwicklung im Alter“[1]

## Werke (Auswahl)
- Insa Fooken: Puppen – heimliche Menschenflüsterer. Ihre Wiederentdeckung als Spielzeug und Kulturgut. Vandenhoeck & Ruprecht, Göttingen 2012, ISBN 978-3-525-40216-0.
- Insa Fooken, Inken Lind: Vielfalt und Widersprüche weiblicher Lebensmuster. Frauen im Spiegel sozialwissenschaftlicher Forschung. Campus, Frankfurt/Main, New York 1994, ISBN 3-593-35211-7.
- Insa Fooken, Inken Lind: Scheidung nach langjähriger Ehe im mittleren und höheren Erwachsenenalter. Hrsg.: Bundesministerium für Familie, Senioren, Frauen und Jugend (= Schriftenreihe des Bundesministeriums für Familie, Senioren, Frauen und Jugend. Band 113). Kohlhammer, Stuttgart, Berlin, Köln 1997, ISBN 3-17-014950-4.
- Insa Fooken, Jürgen Zinnecker (Hrsg.): Trauma und Resilienz. Chancen und Risiken lebensgeschichtlicher Bewältigung von belasteten Kindheiten. Juventa, Weinheim, München 2007, ISBN 978-3-7799-1732-8.
- Gereon Heuft, Insa Fooken (Hrsg.): Das späte Echo von Kriegskindheiten. Die Folgen des Zweiten Weltkriegs in Lebensverläufen und Zeitgeschichte. Vandenhoeck & Ruprecht, Göttingen 2014, ISBN 978-3-647-40461-5.